# Ummidia salebrosa
Ummidia salebrosa là một loài nhện trong họ Ctenizidae. U. salebrosa được miêu tả năm 1891 bởi Eugène Simon.